# Huta (Korczyn)
Huta – część wsi Korczyn w Polsce położona w województwie świętokrzyskim, w powiecie kieleckim, w gminie Strawczyn.
W latach 1975–1998 Huta administracyjnie należała do województwa kieleckiego.